# تیجانا بوگسویچ
تیجانا بوگسویچ (به انگلیسی: Tijana Bogićević) (زاده ۱ نوامبر ۱۹۸۱) خواننده صربستانی است.
او در مسابقه آواز یوروویژن ۲۰۱۷ نماینده صربستان بود .